# Xã Groton, Quận Erie, Ohio
Xã Groton (tiếng Anh: Groton Township) là một xã thuộc quận Erie, tiểu bang Ohio, Hoa Kỳ. Năm 2010, dân số của xã này là 1.427 người.